# Oliver Schweigert
Oliver Carsten Schweigert (* 1968) ist ein in Berlin lebender deutscher Neonazi und Anhänger der SA (Sturmabteilung), der unter anderem Gedenkveranstaltungen bezüglich Horst Wessel organisierte.

## Leben
Schweigert entwickelte sich in den 1980er Jahren zu einem Vertrauten von Michael Kühnen. In der Gesinnungsgemeinschaft der Neuen Front wurde er zum „Bereichsleiter Ost“ ernannt. Er war außerdem Vorsitzender der Nationalen Alternative. In Berlin kandidierte Schweigert als Einzelkandidat bei der Wahl zum Abgeordnetenhaus von Berlin 1990 und erhielt 0,2 % der Stimmen. 1992 kandidierte er bei der Wahl zur Berliner Bezirksverordnetenversammlung für das rechtsextreme Wahlbündnis Freie Wählergemeinschaft Die Nationalen.
Schweigert galt als Anti-Antifa-Aktivist, mit einer eigenen „Anti-Antifa-Kartei“. Er war in der Kameradschaftsszene aktiv und im Nationalen und Sozialen Aktionsbündnis Mitteldeutschland vernetzt.
Dort betreute er lange Jahre den Internetauftritt des Nationalen Widerstandes Berlin-Brandenburg (NWBB).
Im August 1994 wurde er zusammen mit 25 weiteren Personen, auf dem Dachboden des Eckhauses Osloer Strasse/Prinzenallee (Berlin-Wedding) über der Wohnung des Neonazi Kaders Arnulf Priem verhaftet. Aus Anlass der jährlichen internationalen Rudolf-Heß-Gedenkdemonstrationen gab es 1994 eine antifaschistische Demonstration mit Ziel die Wohnung von Arnulf Priem, was jedoch vom zuständigen Gericht verboten wurde. Auf dem Dachboden des großen Eckhauses hatten sich Priem und der Kern der militanten Berliner Neonazi-Szene verschanzt. Auf der Straße vor dem Haus stehende Journalisten wurden mit Zwillen beschossen, was zur Erstürmung des Hauses und zur Festnahme der später angeklagten Neonazis Heinrich Axt, Marcus Alexander Bischoff, Kay Diesner, Detlef Cholewa (seit 1996 Detlef Nolde), Enno Gehrmann, Wolfgang Kaiser, Marco Lau, Andreas Lück, Katrin Maut, Matthias Morell, Matthias Ridderskamp, Hans-Jörg Rückert, Mike Schildt, Ronald Dieter Spieker, Yvon Susann Starke und dem Zwillenschützen und später unter anderem auch wegen Rohrbombenbesitz festgenommenen Betreiber des „Nationalen Infotelefon Berlin“ Oliver Werner führte.
1996 wurde er zu vier Monaten auf Bewährung verurteilt, unter anderem hielt er Propaganda-Material der NSDAP-AO vorrätig. 2000 meldete er eine später verbotene Demonstration zum Gedenken an Rudolf Heß an. Ebenfalls gilt er als Anhänger von Horst Wessel.
Von August 1999 bis 2001 besuchte Schweigert eine Fortbildungsmaßnahme zum IT-Systemelektroniker.
Zwischen 2004 und 2006 geriet er in Konflikt mit den Autonomen Nationalisten, denen er Disziplinlosigkeit vorwarf. Außerdem verfasste er einen Offenen Brief über die in Berlin abgespielte „Hip-Hop Musik“ auf zwei Demonstrationen. Seit diesen offen ausgetragenen Konflikten ist Schweigert meist nur noch als Ordner auf rechtsextremen Demonstrationen anwesend.
Er ist seit Jahren als Mjoelnir14 im Internet aktiv. Als Blogger und in den sozialen Medien. So auf Facebook, VK und seit 2010 auf Twitter.

## Privatleben
Schweigert war mit Stella Palau, der ehemaligen stellvertretenden NPD-Vorsitzenden von Berlin und Mitbegründerin des Skingirl Freundeskreis Deutschland, verheiratet. Die Hochzeit fand am 20. April 2000 statt, dem 111. Geburtstag von Adolf Hitler. Nach der Scheidung heiratete seine Exfrau den rechtsextremen Liedermacher und Politiker Jörg Hähnel.